# 帕拉瓦環礁
帕拉瓦環礁（Paraoa），又称托霍拉环礁（Tohora）、哈里里环礁（Hariri），是南太平洋法屬波利尼西亞的環礁，屬於土阿莫土群島的一部分，位於马努杭伊环礁以東52公里，由豪镇管辖，長8.5公里、寬5.5公里，土地面積4平方公里，潟湖面積14平方公里，島上無人居住。

## 外部連結
- Presidency of French Polynesia site
- Atoll list (in French)

19°08′S 140°43′W / 19.133°S 140.717°W